# Rail Tec Arsenal

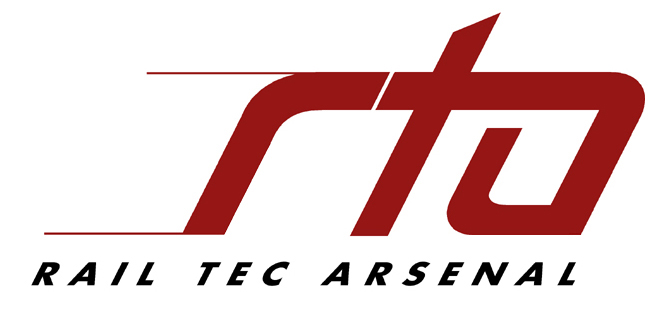
Logo von Rail Tec Arsenal

Die RTA Rail Tec Arsenal Fahrzeugversuchsanlage GmbH ist ein international arbeitendes Institut, das Schienen- und Straßenfahrzeuge, neue Transportsysteme und allgemein technische Geräte, die dem Wetter ausgesetzt sind, testet und an ihnen forscht. Eine ihrer bekanntesten Testeinrichtungen ist der Klima-Wind-Kanal in Wien, der momentan größte Windkanal weltweit.

## Geschichte

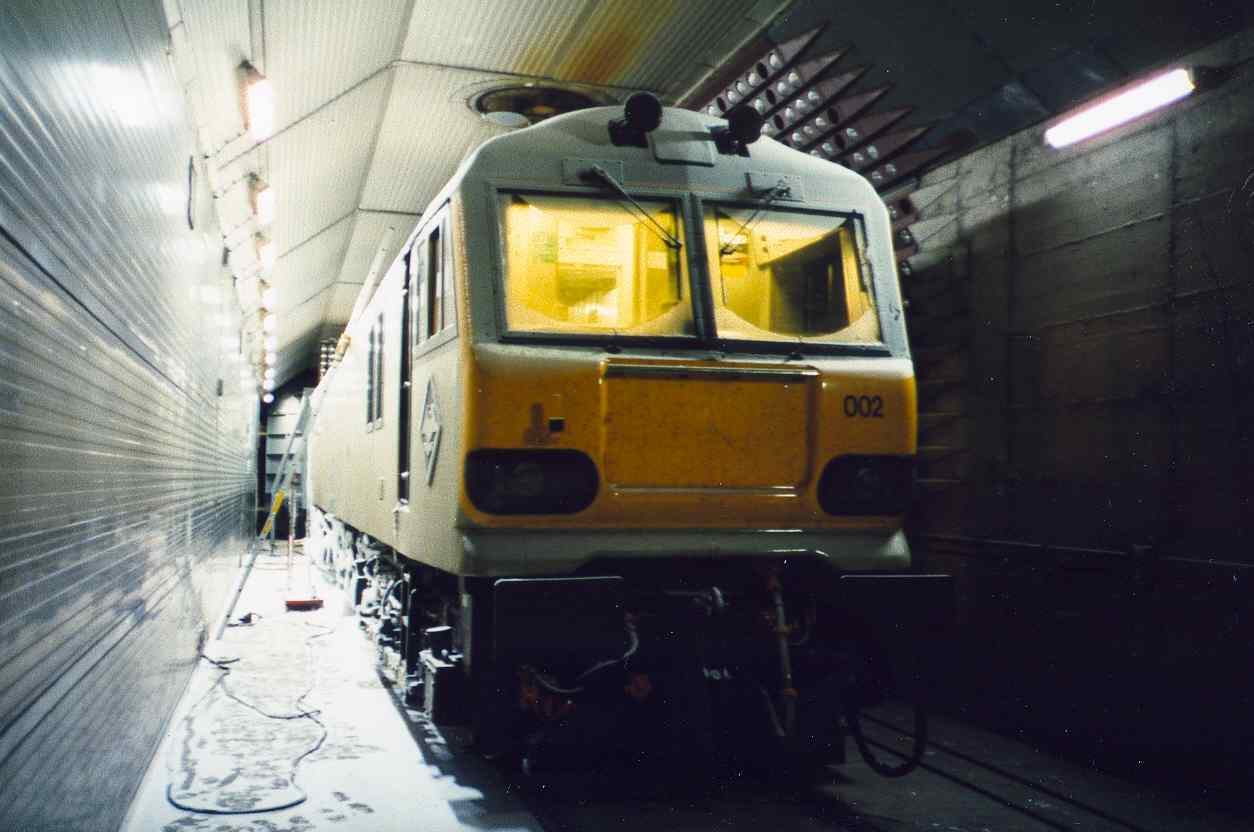
BR-Klasse 92 im Jahr 1994 im ehemaligen Windkanal

Das Unternehmen wurde von mehreren europäischen Schienenfahrzeugherstellern (z. B. Alstom Transport, Bombardier Transportation, Siemens u. a.) gegründet.
1961 wurde deren erste „wärme- und kältetechnische Versuchsanlage für Eisenbahnfahrzeuge“ auf einer von Österreich bereitgestellten Fläche, einem Teil des Wiener Arsenals, eröffnet. Der Baubeginn erfolgte am 18. September 1958, die Inbetriebnahme der Anlage am 22. Juni 1961. Sie bestand wie der heutige Klima-Wind-Kanal aus zwei einzelnen Kanälen, sie waren jedoch etwas leistungsschwächer, es konnten nur Temperaturen zwischen −40 °C und +50 °C und eine Maximal-Windgeschwindigkeit von 120 km/h erreicht werden. Nach einigen Verbesserungen in den Jahren 1973 bis 1974 gelang eine Leistung von Minus bis Plus 50 °C und eine Maximal-Windgeschwindigkeit von 250 km/h. Die Stilllegung der Anlage erfolgte am 31. Dezember 2002, am 1. Jänner des neuen Jahres fand dann der Umzug in den neuen Klima-Wind-Kanal statt.

## Aktueller Klima-Wind-Kanal

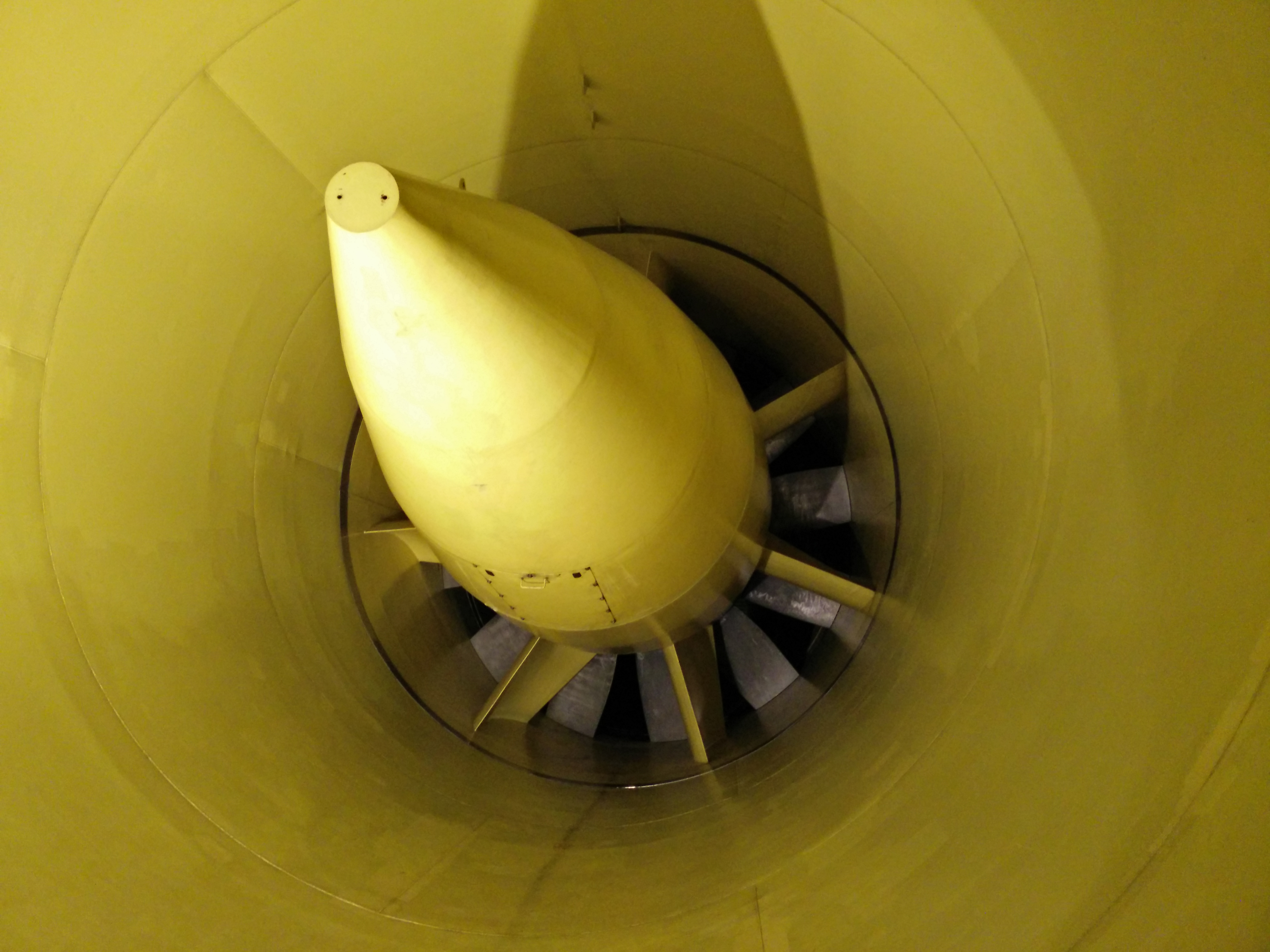
Detailansicht des Klima-Wind-Kanals (2015)

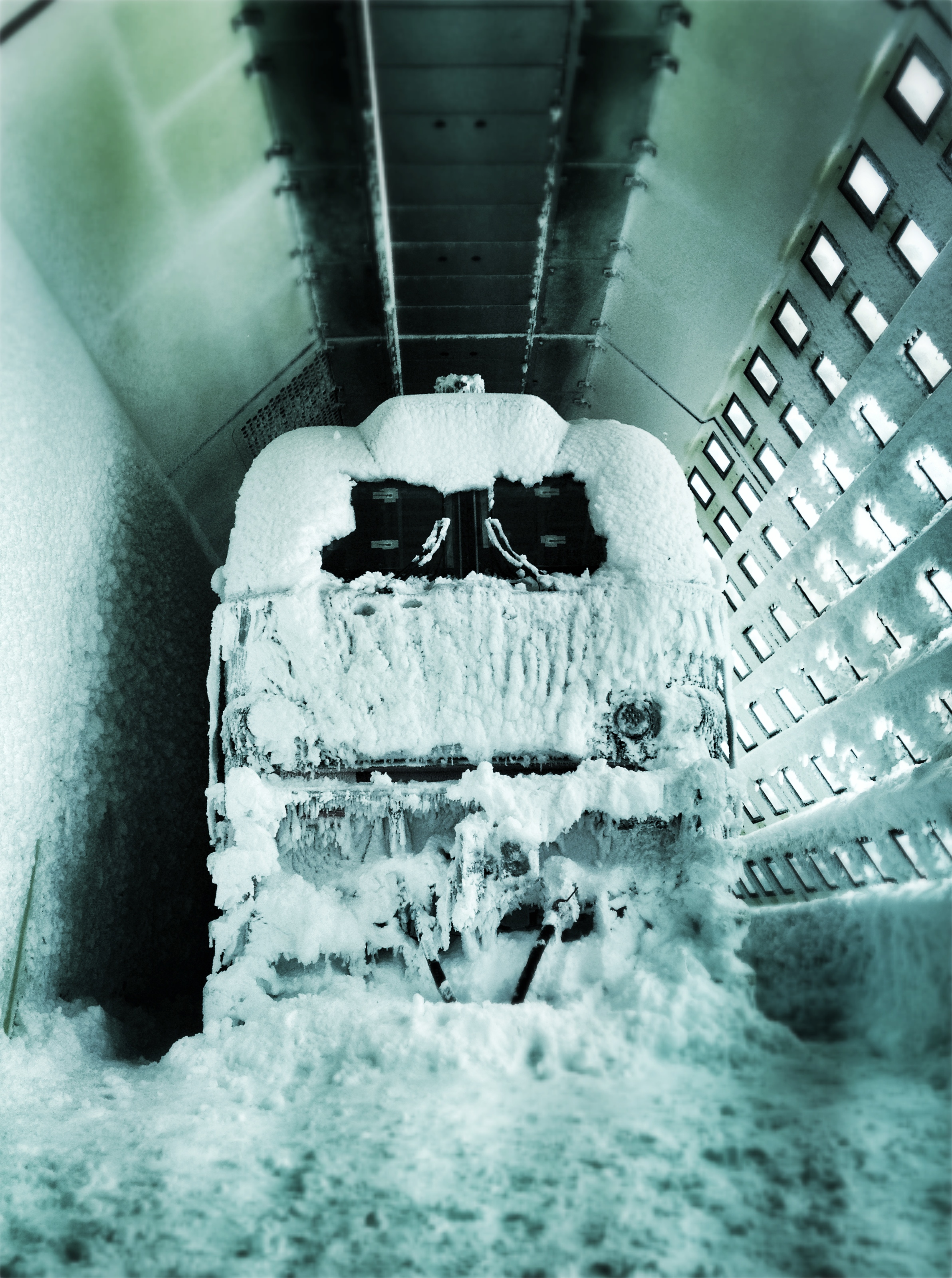
KTZ-Baureihe KZ8A bei −50 °C bei Versuchen im Jahr 2013

Der Klima-Wind-Kanal ist ein im Dezember 2002 fertiggestellter und im Wiener Gemeindebezirk Floridsdorf befindlicher Windkanal speziell für Schienenfahrzeuge, in dem auch Aspekte der Strömungsdymamik, beispielsweise Einflüsse von Temperaturschwankungen, Sonneneinstrahlung und Niederschlägen, Betauung und Befrostung untersucht werden können. Genau genommen handelt es sich um zwei Windkanäle, den „großen Klima-Wind-Kanal“ und den „kleinen Klima-Wind-Kanal“.

### Baugeschichte
Nach einer ersten Machbarkeitsstudie im Jahr 1997 wurde am 1. März 1999 der Projektvertrag abgeschlossen. Der erste Spatenstich folgte erst nach der Jahrtausendwende, am 8. März 2001. Die Inbetriebnahme des kleineren der beiden Windkanäle konnte im Juni 2002 erfolgen; im Dezember 2002 war die gesamte Anlage fertiggestellt. Das Budget umfasste 65 Millionen Euro.

### Anlage

#### Aufbau der Anlage
Die beiden Windkanäle verlaufen parallel zueinander. Der kleine Klima-Wind-Kanal ist direkt mit einer Vorwärmkammer verbunden, in welcher auch Klima-Tests, zum Beispiel thermische Simulationen, vorgenommen werden können, die Vorwärmkammer dient aber auch zur Anpassung der Temperatur der Testgegenstände an die Temperatur im Windkanal. Für Aufbau-, Entwicklungs- und Umrüstarbeiten existieren zwei nicht verbundene Vorbereitungshallen.

#### Technische Daten
|                           |                   | Kleiner KWK       |
| Abmessungen               | Abmessungen       | Abmessungen       |
| ------------------------- | ----------------- | ----------------- |
| Länge                     | 100 m             | 31 m              |
| Breite                    | 5 m               | 5 m               |
| Höhe                      | 6 m               | 6 m               |
| Klimasimulation           |                   |                   |
| Windgeschwindigkeit       | 10 bis 300 km/h   | 10 bis 120 km/h   |
| Temperaturbereich         | −50 °C bis +60 °C | −50 °C bis +60 °C |
| Temperaturänderungsrate   | 10 K/h            | 10 K/h            |
| Relative Luftfeuchtigkeit | bis 98 %          | bis 98 %          |
| Seitliches Sonnenfeld     |                   |                   |
| Länge                     | 47,5 m            | 30 m              |
| Höhe                      | 4,3 m             | 4,3 m             |
| Leistung                  | 250 – 1000 W/m²   | 250 – 1000 W/m²   |
| Einstrahlwinkel           | 0° bis 90°        | 0° bis 90°        |
| Stirnsonnenfeld           |                   |                   |
| Länge                     | 4 m               | 4 m               |
| Höhe                      | 3 m               | 3 m               |
| Leistung                  | 250 – 1000 W/m²   | 250 – 1000 W/m²   |
| Einstrahlwinkel           | 0° bis 90°        | 0° bis 90°        |
| Vorwärmkammer             |                   |                   |
| Länge                     | –                 | 30 m              |
| Temperaturbereich         | –                 | +5 °C bis +60 °C  |
| Vorbereitungshalle        |                   |                   |
| Länge                     | 100 m             | 60 m              |

#### Weitere Angaben zu den beiden Klima-Wind-Kanälen
Großer Klima-Wind-Kanal
Der große Klima-Wind-Kanal weist neben den Schienen für Schienenfahrzeuge auch einen Rollenprüfstand vor, welcher sich im vorderen Teil der Anlage befindet. Das erste Rollenpaar kann mit einer Leistung von bis zu 850 kW angetrieben werden, das zweite Rollenpaar ist antriebslos. Die bei dem Betrieb von Verbrennungsmotoren entstehenden Abgase können durch Abluftöffnungen im Dach- und Seitenwandbereich aus der Anlage entfernt werden, es können zwischen 0,2 und 3,2 Kilogramm Abgase in der Sekunde aus der Anlage abgesaugt werden.
Kleiner Klima-Wind-Kanal
Hier können die Abgase über Öffnungen in Dach- sowie Seitenwandbereich in der Mitte der Kammer mit einem Massendurchsatz von 0,32 kg/s bis 3,2 kg/s bei 200 °C aus dem Windkanal entfernt werden, bei einer Abgastemperatur von 600 °C ist ein Massendurchsatz von 0,7 kg/s noch möglich.
Sonnenfelder
In den Windkanälen befinden sich zur Sonneneinstrahlungssimulation mehrere sogenannte Sonnenfelder.
Das seitliche Sonnenfeld sorgt dafür, dass die zu testenden Fahrzeuge auf das Dach und dann die Seitenflächen mit Sonnen-ähnlichem Licht beschienen werden. Dabei können eine Seitenfläche des Fahrzeuges und das Dach relativ homogen – ab einer Höhe von minimal 0,75 m bis zu einer Höhe von 4,3 m im Bereich von 250 bis 600 W/m² mit einer Abweichung von ± 120 W/m², im Bereich 600 bis 1.000 W/m² mit einer Abweichung von ± 100 W/m² – beschienen werden.
Das Stirnsonnenfeld bestrahlt hingegen die Frontpartie der Fahrzeuge. Neben der Möglichkeit, die Strahlungsintensität zwischen 250 W/m² und 1.000 W/m² einzustellen, kann auch der Einstrahlwinkel zwischen 0° und 90° variiert werden.
Regen-, Schnee- und Eissimulation
Um weitere Wetterbedingungen, beispielsweise Regen-, Schnee- und/oder Eissimulation, ebenfalls zu simulieren, wurde ein Sprührigg, Einzeldüsen und eine Beregnungsanlage installiert.
Um ein lokales Beschneien oder Vereisen zu gewährleisten, existierten im Tunnel angebrachte Einzeldüsen, sie können nur genutzt werden, insofern die Windgeschwindigkeit im Kanal unter 160 km/h liegt und die Temperatur bei minimal −20 °C liegt.
Eine Beregnungsanlage ist außerdem im Deckenbereich angebracht. Sie kann bis zu 80 Liter Niederschlag pro Quadratmeter und pro Stunde produzieren und zwar auf der gesamten Teststrecke, wobei die Beregnungsanlage in Segmente mit je 15 m Länge aufgeteilt sind, damit individuell gesteuert werden kann, in welchem Abschnitt des Windkanals es regnen soll.
Für die Frontpartie des zu testenden Objektes ist eine sogenannte Sprührigg zuständig. Mittels ihm kann eine gleichmäßige Beregnung, Beschneiung beziehungsweise Vereisung der Fahrzeugvorderfläche vorgenommen werden, wobei Tröpfengrößen von bis zu weniger als 20 Mikrometer erreicht werden können.